# RevierSport
RevierSportは、ドイツのエッセンに拠点を置くスポーツ新聞。
1987年に創刊。週2回発行されており、木曜日の発刊「RevierSport am Donnerstag」と月曜日の発刊「RevierSport am Montag」がある。ルール地方所属のブンデスリーガクラブやアマチュアリーグクラブに焦点を当てている。